# Fizz (cocktail)
Ne doit pas être confondu avec Fizz.
Un fizz (pluriel : fizzes, de l'anglais fizz qui signifie « pétiller ») est un cocktail contenant de l'alcool et du dioxyde de carbone. C'est l'un des classiques de l'histoire des cocktails et, avec ses nombreuses variantes, il forme son propre groupe de boissons. Parmi les pétillants les plus connus, on trouve le gin fizz.

## Histoire
Une première référence écrite de l'existence du « fiz » se trouve dans l'édition de 1876 du Bartender's Guide de Jerry Thomas, qui donne des ingrédients. Le fizz se popularise en Amérique entre 1900 et les années 1940, puis à l'international au début de 1950, comme en témoigne le livre L'Art culinaire français publié cette même année.

## Structure et préparation
Les fizzes sont des sours secoués et complétés par de l'eau gazeuse. Les principaux ingrédients sont donc le spiritueux de base (qui lui donne généralement son nom), le jus de citron, le sucre ou du sirop de glucose et le soda. D'autres ingrédients peuvent être ajoutés pour compléter le tout : Un silver fizz contient du blanc d'œuf supplémentaire, un golden fizz un jaune d'œuf, un royal fizz un œuf entier, un cream fizz environ 2 cl de crème. Un gin fizz complété par du champagne au lieu de soda est appelé diamond fizz.
Les fizzes sont préparés dans un shaker avec de la glace, puis versés à travers une passoire dans un verre highball rempli aux 3/4 de glaçons, ou servis sans glace dans un fizzer légèrement plus petit ou un petit tumbler.

## Variantes
Un fizz peut être préparé avec tous les spiritueux et liqueurs. Par exemple, le brandy fizz avec le brandy comme alcool de base, le rum fizz avec du rhum blanc, le sloe gin fizz avec du sloe gin (liqueur de prunelle), le royal sloe gin fizz accompagné d'un œuf, l'apricot fizz avec du apricot brandy et une dose de jus d'orange, le danish fizz avec du gin et du cherry brandy, le violet fizz avec du gin et de la crème de violette, et le pineapple fizz avec du rhum blanc et une dose de jus d'ananas. La formule de base « alcool(s) + jus d'agrumes + sucre + soda » est adaptée aux ingrédients utilisés, et complétée si nécessaire ; par exemple, dans les pétillants à base de liqueurs, le sirop de glucose est supprimé ou sa proportion réduite.
Le morning glory fizz, dans sa première forme connue initiée par George Kappeler en 1895, est composé de whisky écossais, de jus de citron, de sirop de glucose, de blanc d'œuf et d'absinthe. Des variantes ultérieures utilisent également du whisky de seigle ou du bourbon et complètent la boisson avec, par exemple, du curaçao, du cognac et des Bitters.
Une spécialité est le Ramos (gin) fizz, créé au 19e siècle à La Nouvelle-Orléans, à base de gin, de jus de citron, de sirop de glucose et de blanc d'œuf, de crème et de quelques gouttes d'eau de fleur d'oranger, le tout couronné d'un peu d'eau gazeuse.